# Type 45 (lớp tàu khu trục)
Tàu khu trục lớp Type 45 (còn được gọi là lớp D hoặc lớp Daring) là một lớp tàu khu trục mang tên lửa có điều khiển thuộc biên chế của Hải quân Hoàng gia Anh (RN). Nhiệm vụ chủ yếu của Type 45 là phòng không và chống tên lửa hành trình các loại trên mặt biển, với số lượng tên lửa có trong dàn phóng, Type 45 sẽ tạo một vùng không gian an toàn cho hạm đội \với bán kính đến 80 km. Tàu có khả năng phát hiện mục tiêu xa nhất là trên khoảng cách 400 km, gần nhất là 65 km. Độ phản xạ hiệu dụng đo được là 0,01 m2. Trong các cụm tàu hải quân công kích chủ lực, Type 45 đảm bảo phát hiện, theo dõi và tiêu diệt tất cả các mục tiêu đường không trên biển. Khoảng cách phòng thủ - tầm trung và tầm gần. Phối hợp, chỉ huy các hoạt động quân sự với Không quân Hải quân, che chắn cho các tàu ngầm và các tàu mặt nước trong đội hình chiến đấu. Tổng thầu thiết kế và đóng các chiến hạm này là Công ty BAE Systems Marine AS. Quá trình đóng tầu được tiến hành tại Nhà máy đóng tàu Skotsaundskoy thuộc sở hữu của công ty. Nhà máy đóng tàu Portsmouth đóng phần mũi tàu và các kết cấu trên boong. Chương trình đóng chiếc đầu tiên HMS Daring (mã số trên mạn tàu là D32), được bắt đầu từ tháng 4 năm 2003. Tàu được hạ thủy vào ngày 1 tháng 2 năm 2006 tại nhà máy đóng tàu Skotsaundskoy với sự hiện diện của nữ bá tước xứ Wesssex. Vào tháng 7 năm 2007, HMS Daring được đưa vào chạy thử nghiệm trên sông Clyde. Tàu đã hoàn thành các cuộc thử nghiệm các cấp và được bàn giao cho Bộ quốc phòng Anh. Tháng 1 năm 2009, HMS Daring đã cập cảng Căn cứ hải quân Portsmouth của RN. Mùa hè năm 2009, HMS Daring chính thức được đưa vào phục vụ trong lực lượng Hải quân hoàng gia Anh.
Type 45 được sử dụng để thay thế các tàu khu trục lớp Type 42 đã được đưa vào biên chế trang bị từ năm 1978, các tàu Type 42 cuối cùng đã được loại biên vào năm 2013. Theo kế hoạch ban đầu đã có đến 12 chiếc lớp Daring được đặt đóng. Đến năm 2004, hợp đồng bị cắt giảm xuống còn 8 chiếc và vào 2006 chỉ còn lại có 6 chiếc.

## Lịch sử phát triển
Chiến tranh Falkland năm 1982, vụ tấn công tàu khu trục USS Stark của Hải quân Liên bang Mỹ năm 1987 và tàu hộ vệ INS Hanit của Hải quân Israel năm 2006 cho thấy rằng, những tàu chiến to lớn được vũ trang mạnh mẽ vẫn có thể bị hạ gục bởi một loại vũ khí tương đối nhỏ gọn và rẻ tiền hơn nhiều lần là tên lửa chống hạm, đặc biệt là các hệ thống tên lửa chống hạm di động trên đất liền có thể dễ dàng triển khai và cất dấu. Vì vậy, bảo vệ lực lượng tàu chiến, đặc biệt là tàu sân bay trước mọi cuộc tấn công của máy bay và tên lửa chống hạm đối phương là một trong những yếu tố sống còn cho sự tồn tại của hạm đội. Bởi lý do đó, tàu phòng không thường chiếm số lượng lớn nhất nhì trong các loại tàu chiến của hạm đội. Ví dụ hiện tại Hải quân Liên bang Mỹ có đến 62 tàu khu trục phòng không lớp Arleigh Burke đang hoạt động và dự định sẽ nâng lên đến con số 94 trong tương lai, nhiều hơn bất kỳ loại tàu chiến nào khác.
Type 45 xuất phát từ Dự án phát triển tàu khu trục cho thập niên 1990 của NATO (NFR-90) của 8 quốc gia thành viên thuộc Tổ chức Hiệp ước Bắc Đại Tây Dương (NATO): Mỹ, Anh, Đức, Pháp, Ý, Tây Ban Nha, Hà Lan và Canada. Do yêu cầu quá khác biệt của mỗi quốc gia, dự án sụp đổ một thời gian sau đó. Năm 1992, Pháp, Ý và Anh tiếp tục đồng phát triển Dự án Horizon/Dự án phát triển tàu khu trục phòng không thế hệ mới (Common New Generation Frigate-CNGF). Tuy nhiên bất đồng lại tiếp tục nảy sinh: Pháp cần tàu phòng không hạm đội nhưng do tàu sân bay Charles de Gaulle của Pháp đã tự có khả năng phòng thủ tầm xa nên họ chỉ cần một loại tàu khu trục chuyên về phòng không tầm gần. Ý cũng có nhu cầu phòng không tầm gần tương tự khi hải quân của họ chủ yếu để bảo vệ khu vực biển nhà và cũng được nằm trong tầm che chắn của lực lượng không quân. Ngược với Pháp và Ý, hạm đội viễn dương của Anh hoạt động khắp nơi trên thế giới, ngoài tầm bảo vệ của không quân nên cần một loại tàu phòng không được trang bị mạnh mẽ có khả năng tác chiến độc lập. Do nhu cầu khác biệt, ngày 26 tháng 4 năm 1999, Anh tuyên bố rút khỏi dự án và bắt đầu phát triển loại tàu phòng không tầm xa của riêng mình, dẫn đến sự ra đời của lớp tàu khu trục Type 45. 
Trước đây, lực lượng phòng không hạm đội của RN bao gồm 14 tàu khu trục lớp Type 42. Tuy nhiên so với tàu khu trục phòng không Arleigh Burke của Hải quân Liên bang Mỹ, Type 42 của Anh khá lỗi thời. Type 42 từ ban đầu đã có thiết kế không tốt, khá chật chội và chòng chành khi di chuyển, ảnh hưởng đến cả thủy thủ đoàn lẫn hệ thống vũ khí. Trong Chiến tranh Falkland năm 1982, tên lửa chống hạm Exocet và máy bay cường kích A-4 Skyhawk gắn bom thường của Argentina đã vượt được lá chắn phòng không và tiêu diệt 2 tàu khu trục loại này. Thiệt hại có thể còn thê thảm hơn nếu như không có nhiều chiếc may mắn thoát chết do bị đánh trúng nhưng bom không nổ. Type 45 được thiết kế từ kinh nghiệm sử dụng Type 42 và từ kinh nghiệm chiến đấu ở Falkland. Kích thước tàu được nâng lên đáng kể nhằm đem theo được nhiều loại vũ khí và giúp tàu di chuyển ổn định trên biển. Tàu được đóng theo công nghệ module tích hợp cho phép rút ngắn thời gian thi công và dễ dàng nâng cấp về sau. Toàn bộ phần thân tàu được đóng bằng thép hàn, hợp kim nhôm dùng cho các cấu trúc thượng tầng. Ở một số khu vực quan trọng trên tàu còn được bọc giáp Kelvar. Type 45 được thiết kế với khả năng tàng hình rất cao, hai bên mạn của tàu được thiết kế khá dốc, các đường bao của thân tàu và các phần thượng tầng được làm thuôn nhẵn, các hệ thống vũ khí trang bị, radar, xuồng được rút vào trong tàu, phần lớn các lỗ khe ở thân tàu và các mạn tàu được che chắn bằng các cửa chắn nhẹ, không thấm nước. Bề mặt tàu được phủ một lớp sơn đặc biệt có khả năng hấp thu sóng điện từ. Type 45 do đó có kích thước trên radar chỉ tương đương với một chiếc tàu cá nhỏ. Do có kích thước lớn nên các hệ thống đảm bảo cho ăn ở, sinh hoạt của tàu được lắp đặt rất đầy đủ và tiện nghi, tạo thoải mái cho thủy thủ đoàn trong các hoạt động tác chiến và nghỉ ngơi. Đặc biệt, tàu còn có khả năng tác chiến trong môi trường nhiễm xạ – sinh – hóa (NBC), các thủy thủ được giới hạn bảo vệ trong thân tàu. 
Tàu Type 45 có chiều dài 154,2m, rộng 21,2m, mớn nước 7,3m, lượng giãn nước toàn tải 7.000 tấn, thủy thủ đoàn là 190 người và 45 vị trí dự phòng dành cho lực lượng Hải quân đánh bộ hoặc Biệt kích hải quân, đồng thời tàu cũng có thể sử dụng trong các nhiệm vụ sơ tán khẩn cấp với số lượng lên tới 700 người.